# Dkhissa
Dkhissa (en àrab الدخيسة, ad-Dẖīsa; en amazic ⴷⵅⵉⵙⴰ) és una comuna rural de la prefectura de Meknès, a la regió de Fes-Meknès, al Marroc. Segons el cens de 2014 tenia una població total de 19.908 persones.